# デンツプライシロナ
デンツプライシロナ株式会社（でんつぷらいしろな）は、歯科用医薬品および歯科用医療機器・材料の製造および輸入販売を行う企業である。本社は東京都港区麻布台に所在する。

## 概要
1927年加藤信太郎により三金電化研究所として兵庫県にて創業され、白金色合金（サンプラチナ（SPM））の開発により、眼鏡フレーム（昭和天皇愛用）や歯科治療材料の製造販売により発展。後に1948年に三金工業株式会社に改名し、2001年に歯科治療材料会社デンツプライグループ（1899年設立）傘下に入り、会社名がデンツプライ三金となる。その後、2017年1月1日にシロナデンタルシステムズと合併し、デンツプライシロナと社名を変更した。

### 取得薬事営業許可
- 第一種医薬品製造販売業
- 第一種医療機器製造販売業

## 主な製品群

### 歯科用局所麻酔剤
- キシロカイン
- シタネストオクタプレシン

### 歯科インプラント矯正材料
- オーソアンカー

### 歯列矯正用アタッチメント
- クリスタブレーススリー（CB3）
- クリスタブレースセブン（CB7）
- クリアスナップ
- セルコン ジルコニアブラケット

### 義歯床用レジン
- 義歯床用アクリル系レジン エクリプス
- 義歯床用熱可塑性レジン ルシトーンFRS

### 歯科技工室設置型CAD/CAM装置
- セルコン
- 3Shape デンタルシステム D-500

### インプラントメタルフレーム
- ISUS（歯科非鋳造用チタン合金／歯科非鋳造用コバルト・クロム合金）

### 一般歯科治療材料
- 歯科用アルギン酸塩印象材 アルジプリント／アルジエースＺ
- 電動式歯科用ファイル Wave・One
- 電動式歯科用ファイル　プロテーパー
- 歯科用シリコーン印象材　アクアジルウルトラ
- 歯科充填用コンポジットレジン　SDR
- X線防護用エプロン スーズガードエア

## 沿革
- 1920年 加藤信太郎により時計硝子、眼鏡などの輸出入商社、加藤信昌号を設立、アメリカン・オプチカル・カンパニーと特約店契約、エルジン社の時計を輸入
三金電化究所設立（後の三金工業、デンツプライ三金にいたる）。[2]
- 1927年 三金電化研究所を創業。時計関連材料の輸出入。 [2]
- 1930年 三金電化研究所を解散し、三金研究所を設立。白色合金の特許取得。[2]
- 1931年 装身具、眼鏡フレーム合金素材として「サンプラチナ」を開発し、商標SPM登録、通称「サンプラ」と呼ばれる。[2]
- 1932年 歯科材料の生産・販売開始。[2]
- 1935年 加藤信太郎、森田二郎、中井武男らによりサンプラチナの販売会社、三金歯科金属合名会社を設立。[2]
- 1948年 三金工業株式会社に改組 。[2]
- 1987年 川西・東京・埼玉工場を統合し、那須工場建設（栃木県）。
- 1992年 デグサの資本参加によりデグサ・デンタル・グループのメンバーとなる。研究所を那須に移転。
- 1995年 ISO9002－1994／BNEN　ISO9002:1994／ZN29002－1994／JIS取得。
- 2001年 デンツプライ・インターナショナル・インク（米国）の資本参加により、歯科治療材料会社デンツプライ・グループのメンバーとなる。
- 2004年 中・長期戦略の変更にともない組織、オフィス、物流、流通体制の変更等の広域なBPR実施。
- 2005年 ISO 13485取得。歯科分野で実用化されたジルコニア セラミックスの販売許可を日本で初めて取得し、販売開始。[4]
- 2007年 ジルコニア セラミックス システムを活用した歯科治療の新しいビジネスモデル「セルコンデンタルネットワーク」を開始。
- 2008年 ジルコニア素材を使用した歯列矯正材料の開発に成功。[5]
- 2009年 ジルコニア/ 金属による差し歯やブリッジ、インプラントアバットメントブリッジ、その他にデンツプライ・グループの持つＣＡＤ／ＣＡＭ技術と工業用ＣＡＤ／ＣＡＭ技術を包括的に統合・応用に成功。[6]また留め金のない入れ歯製作を可能とする入れ歯製作材料、トロガミドCX7323を使用した製品[7]を販売。
- 2010年 国内にて開発したガラスと同等の透明性を持つ歯列矯正用マルチブラケットを新発売。 [8]
- 2011年 同ブラケットをヨーロッパ・アジア地域で発売。デンツプライ・インターナショナル社（親会社）がアストラゼネカ社から、歯科用インプラント製品の代表的メーカーであるスウェーデンのアストラテック事業を買収。[9]いい製品、より安くのコンセプト（iY製品)の製品群を順次販売開始。

- 2012年 一部のインプラント上部構造が先進インプラントデンチャー/ブリッジとして保険適用。[10][11]日本だけに存在する金銀パラジウム合金による治療（銀歯）を低価格で白い歯に替えられるセルコンＺ冠製作用のジルコニア新素材を販売開始。[12]歯の根管治療においてさまざまな根管拡大や形成を１本のファイルで短時間に実現したNiTiファイル製品が新発売。[13]

- 2013年 物流センターを千葉県市川市に移転。インプラント事業全体を100％子会社のデンツプライIH株式会社に譲渡。CAD/CAM技術を駆使した多数歯欠損の低価格ソリューション、インプラント入れ歯/ブリッジのメタルフレームを国内製造開始。[14]銀歯から白い歯への取り替え推進によりセルコンＺ冠が急成長。[15]ガラスと同等の透明性を持つ歯列矯正用マルチブラケットに低価格の新しいラインアップを追加発売。[16]MMAを含まない生体親和性の高い材料、低収縮率[17]により世界で長年使用されている入れ歯用素材とそのシステムを国内市場に導入。

- 2014年 白い差し歯を制作するための新素材、ジルコニア強化型ケイ酸リチウムCAD/CAMブロックを3月より販売開始。[18]6年間の日米共同開発により誕生した、メタルフリー歯冠修復材料である高強度硬質レジン材料が健康保険適用となり、9月に販売開始。[19]同素材により製作されるミヤビ冠（M冠）は前歯から小臼歯（中心から5番目）まで、上下20本の白い歯の修復（差し歯、かぶせ物、その他修復）に使用される。同9月に、大小仮歯製作に使用される高強度硬質レジン材料の製品を販売開始。[20]

- 2015年 10月1日に、デンツプライ三金株式会社が、デンツプライIH株式会社及び株式会社三金ラボラトリーを吸収合併した。

- 2017年1月1日 - シロナデンタルシステムズと合併し、デンツプライシロナと社名を変更した[3]。

## 社会貢献活動

### スチューデント・クリニシャン・リサーチ・プログラム（SCRP）
世界の歯科界の発展を担う歯科大学学生の育成を目的として1959年、米国歯科医師会（ADA）が主催、デンツプライ社が協賛し、歯科学生による研究の実践発表大会スチューデント・クリニシャン・リサーチ・プログラム（SCRP）を開始し、現在では世界39ヶ国で各国歯科医師会主催により開催されている。特に、55年の歴史を誇る米国をはじめとし、世界の歯科界の発展を担う研究者・教育者・開業医をすでに多く輩出している。
日本では、1995年より、日本歯科医師会主催、デンツプライ三金社後援のもとSCRPを開催し、毎年、SCRP国内大会での優勝者を米国歯科学会開催時のSCRP世界大会に招待している。
20周年になる2014年のSCRP日本国内大会では、日本の歯科大学の29校のうち、28校が参加した。

### デンツプライ賞
国内歯科学会においては、歯科学の発展に寄与する優れた研究発表に対しデンツプライ賞を授与。